# Aprostocetus elongatus
Aprostocetus elongatus är en stekelart som först beskrevs av Förster 1841.  Aprostocetus elongatus ingår i släktet Aprostocetus, och familjen finglanssteklar. Arten är reproducerande i Sverige.